# Torreblascopedro
Torreblascopedro település Spanyolországban, Jaén tartományban. Torreblascopedro Mengíbar, Jabalquinto, Linares, Lupión, Begíjar és Villatorres községekkel határos. Lakosainak száma 2402 fő (2024).

## Népesség
A település népessége az elmúlt években az alábbi módon változott:
| Lakosok száma | 2992 | 2803 | 2835 | 2801 | 2824 | 2783 | 2594 | 2546 | 2460 | 2402 |
|               | 2001 | 2004 | 2007 | 2009 | 2012 | 2014 | 2017 | 2019 | 2022 | 2024 |